# Цагерський муніципалітет
Цагерський муніципалітет (груз. ცაგერის მუნიციპალიტეტი) — адміністративна одиниця мгаре Рача-Лечхумі та Квемо-Сванеті, Грузія. Адміністративний центр — місто Цагері .

## Населення
Станом на 1 січня 2014 чисельність населення муніципалітету склала 10 387 мешканців.
| Грузини | Росіяни |
| 99,8%   | 0,1%    |